# جوزيف كينت
جوزيف كينت (بالإنجليزية: Joseph Kent)‏ هو سياسي أمريكي، ولد في 14 يناير 1779 في مقاطعة كالفرت في الولايات المتحدة، وتوفي في 24 نوفمبر 1837 في بلادينسبورغ في الولايات المتحدة. حزبياً، نشط في حزب اليمين. وقد انتخب حاكم ماريلاند ‏ وانتخب عضو مجلس النواب الأمريكي وانتخب عضو مجلس الشيوخ الأمريكي.